# Limbodessus karalundiensis
Limbodessus karalundiensis är en skalbaggsart som först beskrevs av Watts och William F. Humphreys 2003.  Limbodessus karalundiensis ingår i släktet Limbodessus och familjen dykare. Inga underarter finns listade i Catalogue of Life.